# NES Classics
La collection NES Classics (Famicom Mini au Japon, Classic NES Series en Amérique du Nord) est une série de rééditions de jeux Nintendo Entertainment System sur Game Boy Advance.
Cette collection a été lancée au Japon en 2004, pour célébrer le 20e anniversaire de la Famicom. Les cartouches de jeu des deux premières séries sont de la même couleur que la console originale (rouge et blanche). La troisième série des Famicom Mini est une réédition de jeux Famicom Disk System, les cartouches sont alors jaunes, comme les disquettes du FDS. Les cartouches NES Classics et Classic NES Series sont de la même couleur que les cartouches NES, à savoir grises.
Quatre modèles de consoles furent également réalisés par Nintendo pour cet évènement :
- la Game Boy Advance SP Famicom 20th Anniversary, reprenant les couleurs de la manette de la Famicom, sa boite est également inspirée de la boite originale de la console. Elle est très rare car elle ne fut pas commercialisée mais distribuée comme prix de divers concours organisés au Japon en 2003 ;
- la Game Boy Advance SP Famicom Color, reprenant les couleurs de la console Famicom et disponible dans les commerces au Japon pendant l'année 2004 ;
- la Game Boy Advance SP Classic NES Edition, reprenant les motifs de la manette NES occidentale disponible pendant une durée limité aux États-Unis d'Amérique et en Europe ;
- la Game Boy Micro Mario 20th Anniversary, reprenant les couleurs de la manette Famicom et arborant sur son dos un « Mario » en pixels (c'est-à-dire le Mario de Super Mario Bros.).

## Liste des jeux

### Famicom Mini(Japon)

#### 1resérie(14 février 2004)
- Vol. 1 : Super Mario Bros.
- Vol. 2 : Donkey Kong
- Vol. 3 : Ice Climber
- Vol. 4 : Excitebike
- Vol. 5 : The Hyrule Fantasy: Zelda no Densetsu
- Vol. 6 : Pac-Man
- Vol. 7 : Xevious
- Vol. 8 : Mappy
- Vol. 9 : Bomberman
- Vol. 10 : Star Soldier

#### 2esérie(21 mai 2004)
- Vol. 11 : Mario Bros.
- Vol. 12 : Clu Clu Land
- Vol. 13 : Balloon Fight
- Vol. 14 : Wrecking Crew
- Vol. 15 : Dr. Mario
- Vol. 16 : Dig Dug
- Vol. 17 : Takahashi Meijin no Bōken Jima
- Vol. 18 : Makaimura
- Vol. 19 : TwinBee
- Vol. 20 : Ganbare Goemon! Karakuri Dōchū

#### 3esérie(10 août 2004)
- Vol. 21 : Super Mario Bros. 2
- Vol. 22 : Nazo no Murasamejō
- Vol. 23 : Metroid
- Vol. 24 : Kid Icarus
- Vol. 25 : The Legend of Zelda 2: Link no Bōken
- Vol. 26 : Shin Onigashima
- Vol. 27 : Famicom Tantei Club: Kieta Kōkeisha
- Vol. 28 : Famicom Tantei Club Part II: Ushiro ni Tatsu Shōjo
- Vol. 29 : Akumajō Dracula
- Vol. 30 : SD Gundam World: Scramble Wars

### Classic NES Series(Amérique du Nord)

#### 1resérie (7 juin 2004)
- Bomberman
- Donkey Kong
- Excitebike
- Ice Climber
- The Legend of Zelda
- Pac-Man
- Super Mario Bros.
- Xevious

#### 2esérie(25 octobre 2004)
- Castlevania
- Dr. Mario
- Metroid
- Zelda II: The Adventure of Link

### NES Classics(Europe)

#### 1resérie (9 juillet 2004)
- Bomberman
- Donkey Kong
- Excitebike
- Ice Climber
- The Legend of Zelda
- Pac-Man
- Super Mario Bros.
- Xevious

#### 2esérie(7 janvier 2005)
- Castlevania
- Dr. Mario
- Metroid
- Zelda II: The Adventure of Link